# Ортаагаш
Ортаагаш (каз. Ортаағаш) — село в Зерендинском районе Акмолинской области Казахстана. Входит в состав Кызылегисского сельского округа. Код КАТО — 115667700.

## География
Село расположено на юге района, в 17 км на восток от центра района села Зеренда, в 12 км на север от центра сельского округа села Кызылегис.

### Улицы[2]
- ул. Ардагерлер,
- ул. Малика Габдуллина,
- ул. Мектеп.

### Ближайшие населённые пункты
- село Малика Габдуллина в 5 км на востоке,
- село Коктерек в 8 км на западе,
- село Карашилик в 8 км юге,
- село Серафимовка в 12 км на северо-западе.

## Население
В 1989 году население села составляло 446 человек (из них казахов 100%).
В 1999 году население села составляло 412 человек (206 мужчин и 206 женщин). По данным переписи 2009 года, в селе проживало 327 человек (157 мужчин и 170 женщин).
| Численность населения | Численность населения | Численность населения |
| 1989                  | 1999                  | 2009                  |
| --------------------- | --------------------- | --------------------- |
| 446                   | ↘412                  | ↘327                  |